# Клейман, Паскаль
Паскаль Клейман (англ. Pascal Kleiman; родился 19 апреля 1968 года, Тулуза, Франция) — диджей, музыкант и продюсер, единственный в мире диджей, использующий для игры исключительно свои ноги, так как родился без рук, став жертвой препарата Софтенон, активный компонент которого, талидомид, обладает высокими тератогенными свойствами.

## Биография
В середине 1980-х он открыл эфир на одной из французских радиостанций собственной программой «Virus», в которой, как диджей и ведущий, знакомил аудиторию с новыми, на тот момент музыкальными стилями. Это и андеграундный панк и техно и, новейший тогда, acid house, музыкальными представителями которых
являлись: Liquid Liquid, ESG, Split Second, Front 242 и др.
В начале 1990-х, на расцвете acid house, Паскаль принял активное участие в становлении движения рейвов, продюсируя начинающих диджеев и играя сам на крупнейших рейвах Франции. В дальнейшем он переезжает в Испанию, где резидентствует в клубе Attica (Мадрид, Испания) после которого возросла его популярность в Испании.
Вскоре Паскаль переезжает в Валенсию (Испания) и в 1993 году принимает резидентство в ночном клубе NOD вместе с другом и товарищем по цеху Kike Jaen. В 1996 году создаёт собственный рекорд-лейбл «UV» с целью продюсирования испанского электронного андеграунда в городе Валенсия, а также открытия новых имен в сфере электронной музыки. На лейбле он выпускает свою музыку и музыку артистов, которые близки ему по духу.
В Валенсии у Клеймана есть собственный дом музыки Psylove. В нём можно приобрести андеграундную одежду, свежие музыкальные релизы со всего мира на любых носителях, профессиональное оборудование для диджеев и ви-джеев.
Непосредственное отношение к реализации музыкального материала даёт ему абсолютно оперативный доступ ко всем новинкам музыки, которую он сразу же использует в своей работе, составляя миксы из последних музыкальных новинок ambient, dub, progressive, psychedelic музыки артистов со всего света. Его многолетний опыт позволяет постоянно выпускать по несколько релизов в месяц, как на виниле, так и на CD. Он также преподаёт в собственной DJ школе, используя свой опыт, совершенствуя его, и передавая его своим ученикам.
Также он принимает участие в телешоу Tienes Talento, которое регулярно выходит на испанском телевизионном канале Cuatro и имеет достаточно высокий рейтинг.
В настоящее время готовится к выходу его совместная работа с Psycho Abstract, которая планирует увидеть свет на CD.

## Дискография
| 2007 | Konichiwa — Pascal Kleiman & Jose Caparos — Age of Aquarius                                  |
| 2007 | Empty Your Mind — Pascal Kleiman & Psycho Abstract — Psylove                                 |
| 2007 | Heroes, Nothing Is Impossible — Angel Loza — Документальный фильм, с участием Pascal Kleiman |
| 2006 | Psylove — Pascal Kleiman & Psycho Abstract — Psylove                                         |
| 1997 | Double LP — Amelia, Over the Age — Underground Valencia                                      |
| 1997 | Abstrax — Elements of Art — Underground Valencia                                             |
| 1997 | Electric Reverting — Elements of Art — Underground Valencia                                  |
| 1996 | Escalator — Age of Aquarius — Prodisk                                                        |
| 1996 | Tecnicidad" Club House — Prodisk                                                             |
| 1995 | Aerial — Age of Aquarius — Prodisk                                                           |
| 1996 | Rhythm — Sex Prodigy — Prodisk в редакции Pirate Records                                     |

## Клубы в Испании
- La Real
- La Florida
- Chocolate
- ACTV
- Puzzle
- Barraca
- Pachа
- Space
- Radical
- Mogambo
- Latex
- RDC
- Repvblica
- 69 Monos
- El Peach
- La Macarena
- Tito’s
- DC 10
- Sala 4

## Фестивали
- Sonar — Барселона, Испания
- Fonotica — Австрия
- Musica di Estratti — Лессе, Италия

## Играл с
- Laurent Garnier в Rex Club, Париж и в клубе Barraca, Валенсия, Испания
- DJ Garth (Grayhound recordings Архивная копия от 23 февраля 2008 на Wayback Machine) в клубе Sala 4, Валенсия, Испания
- Maurice Fullton в клубе 69 Monos, Валенсия, Испания
- John Cutler (Distant Music) в клубе Phonotica, Австрия
- Titonton Duvante (Residual records) в клубе Latex, Валенсия, Испания
- MeKanika, CPU и Alex Tolstey в клубе Barraca

## Резидент клубов
- Latex Community (Испания)
- Tribe of Frogs (Великобритания)
- Misa de 8 (Испания)

## Проекты и телешоу
- Tienes Talento (Испания)

## Владеет
- 1997 — Love Sonico/Love Wear — Магазин андеграундной одежды и музыкальный магазин
- 2006 — Psylove — К продаваемому в магазине добавились CD, винилы и оборудование для диджеев и ви-джеев
- 2007 — Audio/Visual School — Открывает собственную школу для диджеев и ви-джеев, где преподаёт сам и известные музыканты